# Пудинг Нессельроде
И потом ещё этот пудинг Нессельроде! После такого лукуллова пиршества курс лечения в Карлсбаде мне вряд ли поможет.
Пудинг Нессельро́де (фр. pouding Nesselrode) — холодное десертное блюдо русской кухни, названное в честь русского государственного деятеля и известного гурмэ К. В. Нессельроде и получившее известность за пределами страны. Авторство ныне забытого в России блюда оспаривали французские повара Мони (фр. Mony), служивший графу, и Карем, которые, по некоторым данным, следовали указаниям искушённого канцлера. Пудинг Нессельроде, нечто среднее между пирожным и мороженым, известен в разных вариантах приготовления, которые объединяет общий ингредиент — пюре из варёных каштанов. Во французской кухне также имеется гарнир Нессельроде к парному мясу, в котором также присутствует каштановое пюре.
В публиковавшихся во второй половине XIX века в России рецептах пудинга Нессельроде каштановое пюре, смешанное с ванильным заварным кремом и приправленное мараскином, после заморозки в форме сервируется с охлаждённым кремом из взбитых сливок со сваренными в сахарном сиропе изюмом и коринкой. К изюму и коринке добавляли также цукаты, а гарнировали также бисквитом и безе. К началу XX века рецепт пудинга упростился до парфе из смеси подслащённого каштанового пюре со взбитыми сливками, цукатами и изюмом. О. Эскофье в своём рецепте среди цукатов отдавал предпочтение апельсиновой цедре и засахаренной вишне, вымоченной в мадере.